# Chinari, Mureș
Chinari (în maghiară Várhegy) este un sat în comuna Sântana de Mureș din județul Mureș, Transilvania, România.

## Istoric
Pe Harta Iosefină a Transilvaniei din 1769-1773 (Sectio 128), localitatea a apărut sub numele de „Várhegy”. 

## Monumente
- Biserica reformată din Chinari

## Imagini

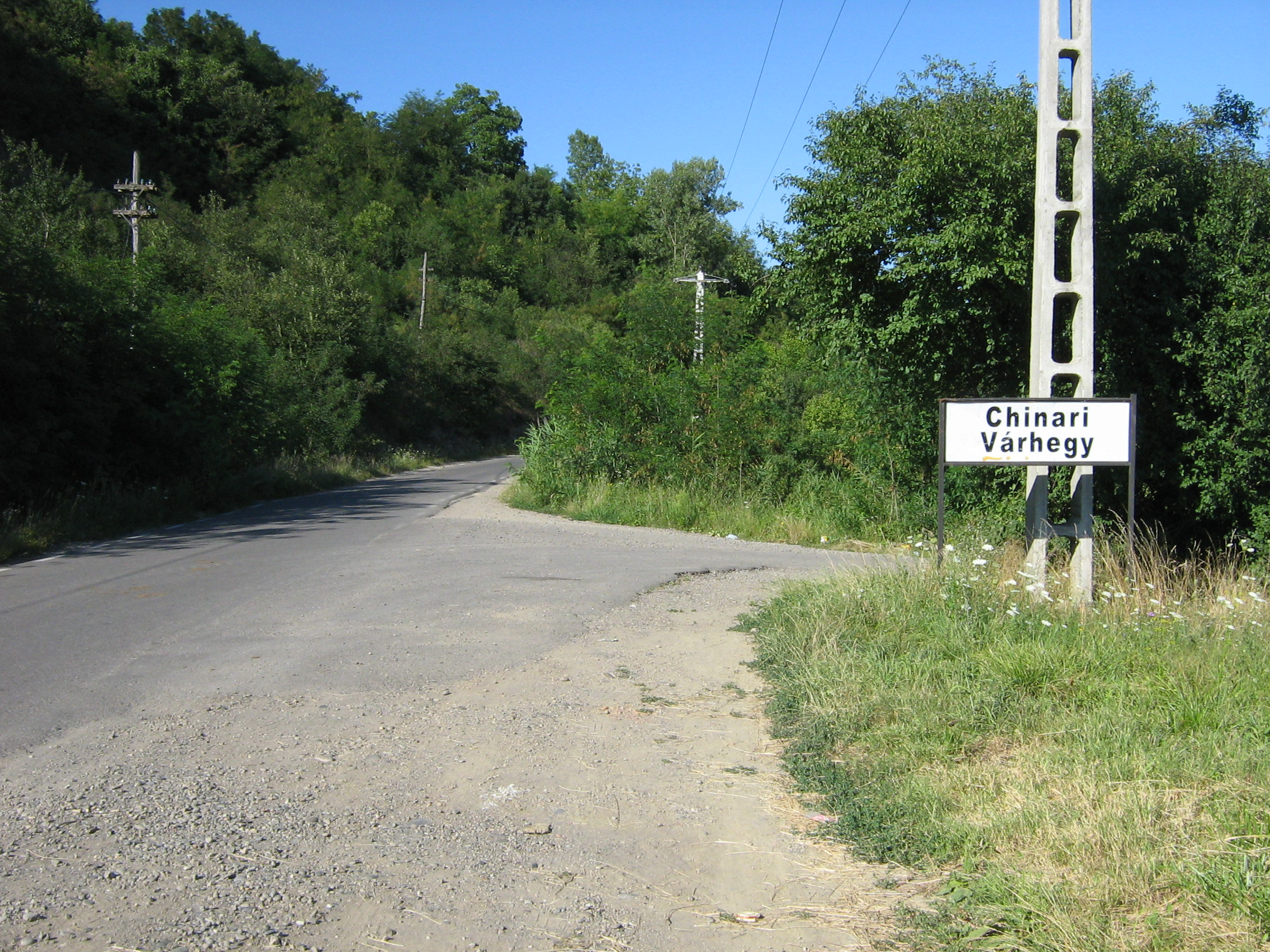
Intrarea în localitate
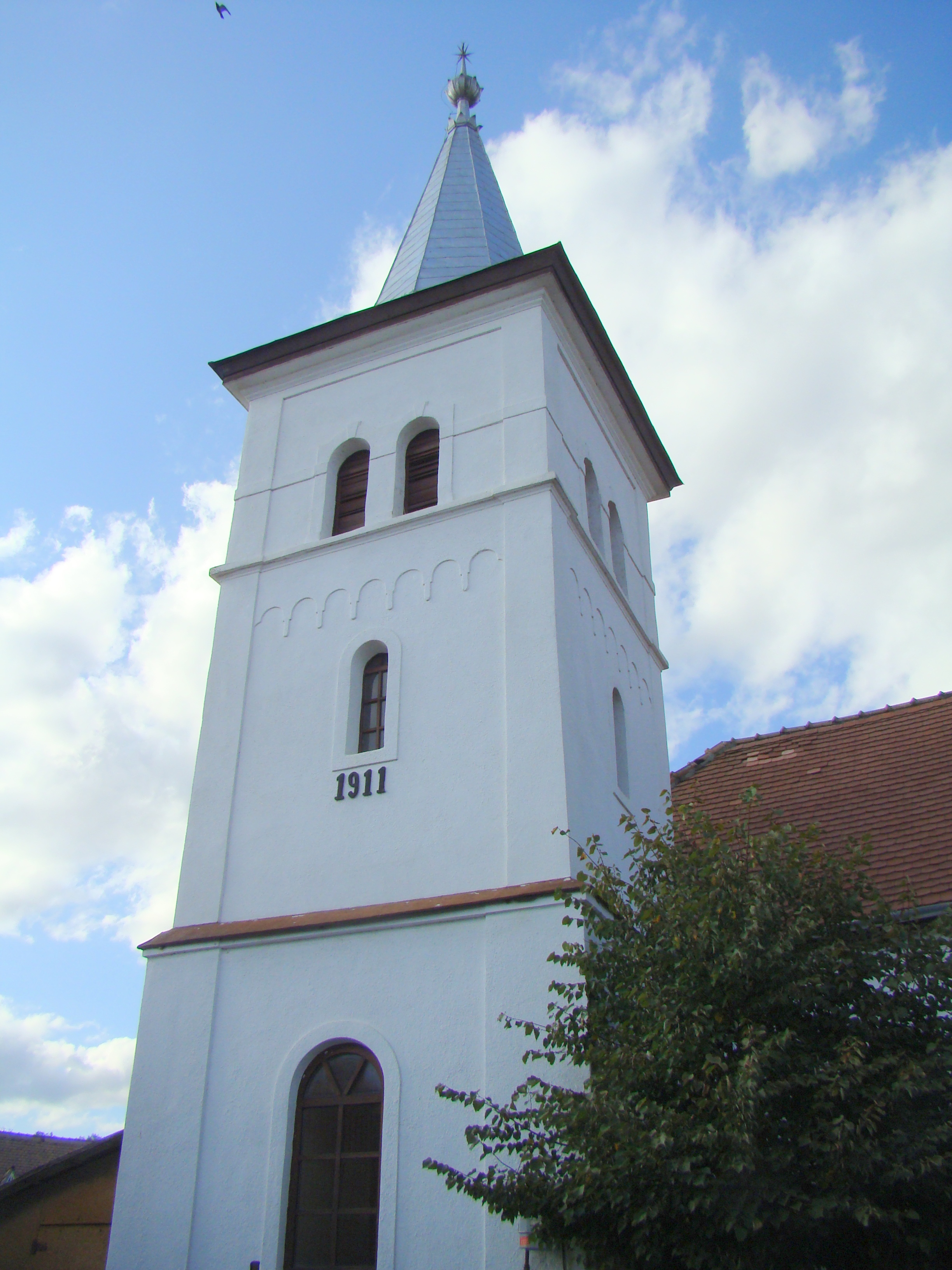
Turnul bisericii reformate
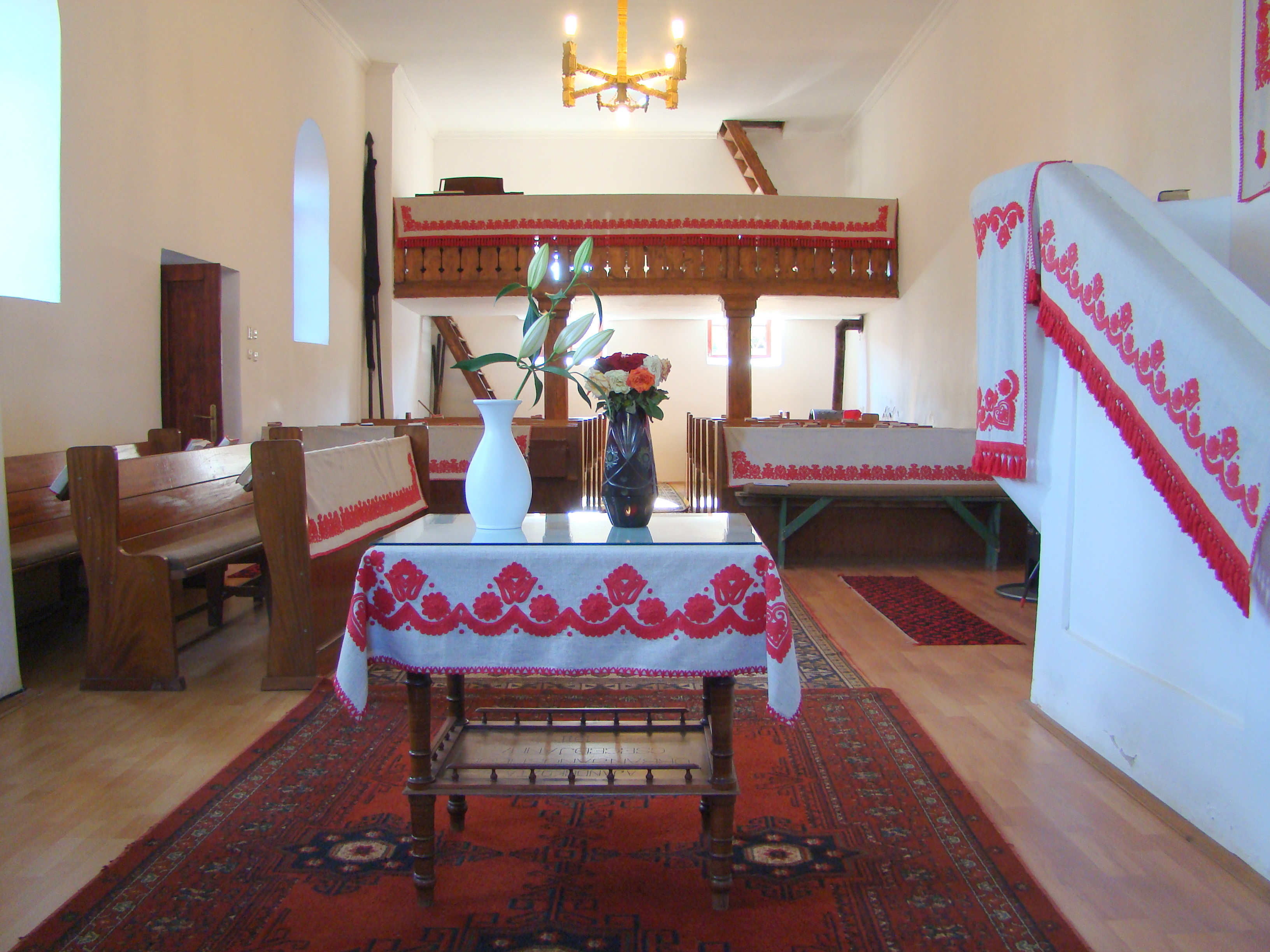
Biserica reformată (monument istoric)
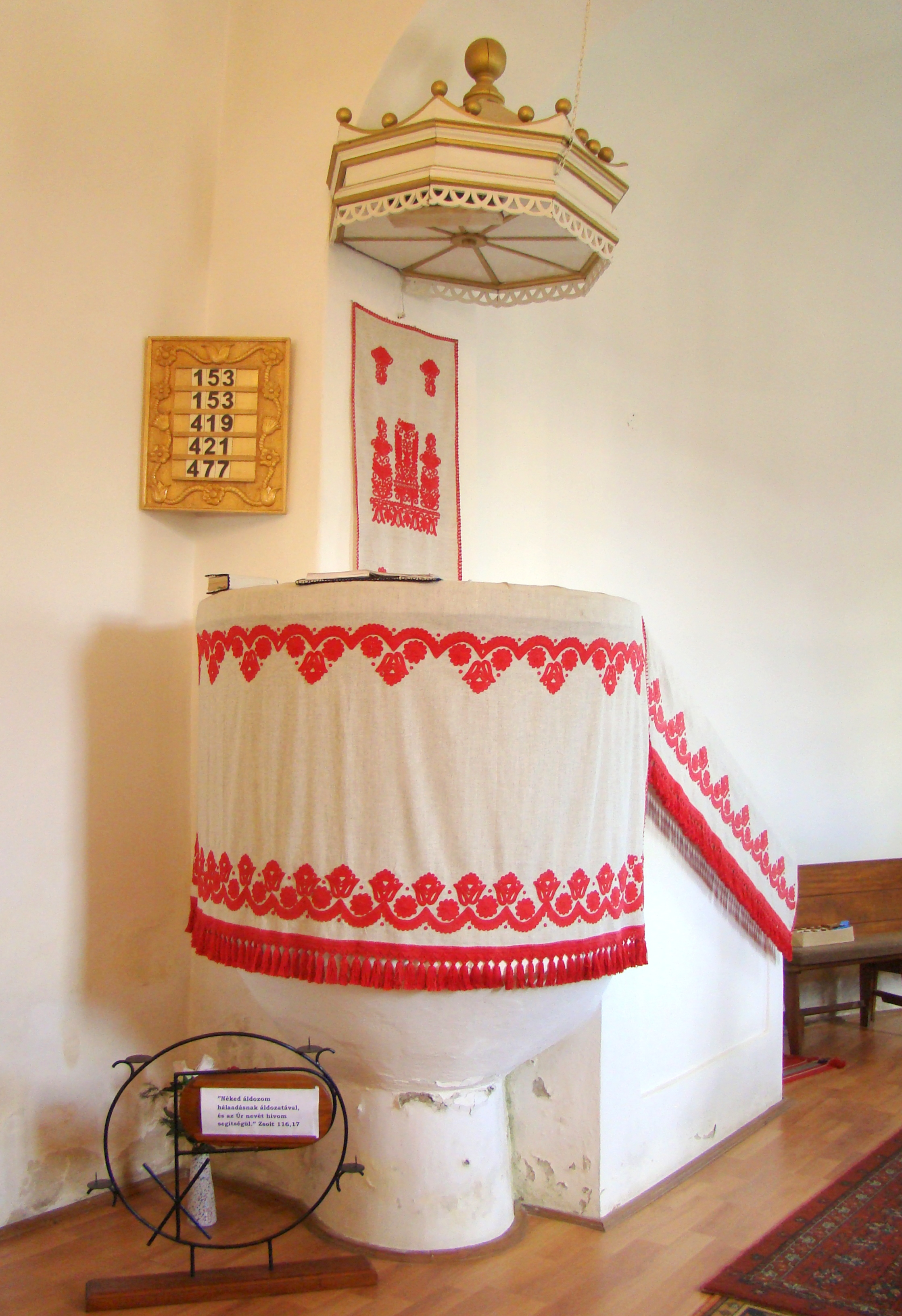
Amvonul